# Охеда, Мартин
Мартин Эсекиэль Охеда (исп. Martín Exequiel Ojeda; род. 27 ноября 1998, Гуалегуайчу, Энтре-Риос) — аргентинский футболист, вингер клуба «Орландо Сити».

## Клубная карьера
Охеда — воспитанник клуба «Феррокарриль Оэсте». 31 января 2016 года в матче против «Атлетико Парана» он дебютировал в аргентинской Примере B. В этом же поединке Мартин забил свой первый гол за «Феррокарриль Оэсте».
В июле 2017 года Охеда перешёл в «Расинг» из Авельянеды. 17 сентября в матче против «Банфилда» он дебютировал в аргентинской Примере. В 2018 году Мартин стал чемпионом Аргентины, хотя на поле не выходил и потерял место в основе. В июле 2019 года для получения игровой практики Охеда на правах аренды перешёл в «Уракан». 29 июля в матче против «Бока Хуниорс» он дебютировал за новую команду. 7 марта 2020 года в поединке против «Банфилда» Мартин забил свой первый гол за «Уракан».
В середине 2020 года Охеда отправился в аренду в «Годой-Крус». 3 ноября в матче против «Росарио Сентраль» он дебютировал за новый клуб. 14 декабря в поединке против «Сентраль Кордова» он забил свой первый гол за «Годой-Крус». После окончания аренды «Годой-Крус» выкупил у «Расинга» 50 % прав Охеды за 500 тыс. долларов.
7 января 2023 года Охеда перешёл в клуб MLS «Орландо Сити», в качестве назначенного игрока подписав трёхлетний контракт до конца сезона 2025 с опциями продления на сезоны 2026 и 2027. В высшей лиге США он дебютировал 25 февраля в матче стартового тура сезона 2023 против «Нью-Йорк Ред Буллз». 18 марта в матче против «Шарлотта» он забил свой первый гол в MLS.

## Достижения
Клубные
 «Расинг» (Авельянеда)
- Победитель аргентинской Примеры — 2018/2019